# Hacerse mayor y otros problemas
Pour plus de détails, voir Fiche technique et Distribution.
Hacerse mayor y otros problemas est un film comique espagnol de 2018 réalisé par Clara Martínez-Lázaro et interprété par Silvia Alonso, Bárbara Goenaga, María Esteve et Vito Sanz.

## Synopsis
Emma, qui écrit des contes pour enfants, se réveille dans la trentaine, sans partenaire ni emploi stable. Au milieu du chaos qu'est devenue sa vie, sa meilleure amie Lola lui annonce qu'elle est enceinte et lui demande d'être la marraine de son premier bébé.

## Distribution
- Silvia Alonso : Emma
- Bárbara Goenaga : Lola
- María Esteve : Violeta
- Vito Sanz : Martín
- Francesco Carril : Gabriel
- Virginia Riezu : Tatiana
- Luis Jaspe : Staline
- Mariona Terés : Marta
- Valeria Ros : Diana
- Irene Arcos : Paty
- Olga Alamán : Julieta
- Javivi : Julián
- Usun Yoon : Lina
- Verónica Forqué : Tía Laura
- Antonio Resines : M. Carpinter
- Daniel Pérez Prada : le docteur
- Manuel Burque : Félix